# El nem ismert területek címereinek képtára
Az alábbi lista a vitatott státuszú, vagy el nem ismert államok címereit tartalmazza.

## Afrika

Szomáliföld címere
Nyugat-Szahara címere
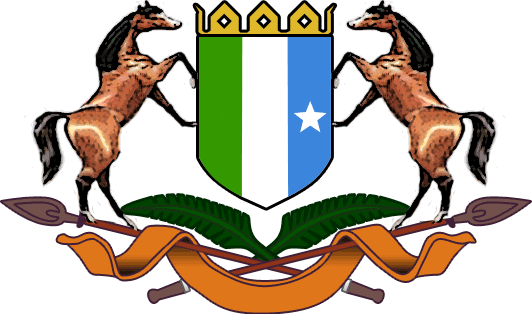
Puntföld címere

## Ázsia

Palesztina címere
Tajvan címere

## Európa

Abházia címere
Csecsenföld címere
Dél-Oszétia címere
Észak-Ciprus címere
Dnyeszter Menti Köztársaság címere
Hegyi-Karabah címere
Koszovó címere
Máltai lovagrend címere
Sealand címere